# Dicranomyia nebulifera
Dicranomyia nebulifera là một loài ruồi trong họ Limoniidae. Chúng phân bố ở miền Australasia.